# Perry Bamonte
Perry Archangelo Bamonte (Londres, 3 de setembro de 1960) é um guitarrista e teclista inglês, mais conhecido pelo seu trabalho com os The Cure.
Em setembro de 2012, ele foi anunciado como o baixista da banda londrina Love Amongst Ruin e apareceu no seu segundo álbum Lose Your Way.

## Discografia
The Cure
- Wish (1992)
- Paris (1993)
- Show (1993)
- Wild Mood Swings (1996)
- Galore (1997)
- Bloodflowers (2000)
- Greatest Hits (2001)
- Trilogy (2003), DVD
- The Cure (2004)